# Río Rivadavia
El río Rivadavia es un corto río que se encuentra en la provincia del Chubut en la Patagonia, República Argentina. Con menos de 10 km de longitud, pertenece a la cuenca del río Futaleufú, que a través del río Yelcho, desagua a través del territorio chileno en el océano Pacífico. Lleva el nombre de Bernardino Rivadavia y se encuentra dentro del Parque Nacional Los Alerces. Además, se practica la pesca deportiva.

## Recorrido
El río nace en el lago Rivadavia y su único afluente es el arroyo Calihuel. Desemboca en el lago Verde. A orillas de su desembocadura, hay un pequeño poblado.